# Nyeri
Nyeri je grad u središnjoj Keniji, sjedište provincije Central i okruga Nyeri. Nalazi se oko 150 km (dva sata vožnje) sjeverno od Nairobija, na obroncima planine Kenija, na oko 1800 metara nadmorske visine.
Godine 1999. Nyeri je imao 98.908 stanovnika, no stanovništvo se 2005. procjenjivalo na 130.562.
U gradu se nalazi grob Roberta Badena Powella, osnivača skautskog pokreta. Turističke znamenitosti uključuju i posjet nacionalnom parku Aberdare te planini Kenija.

## Vanjske poveznice

### Ostali projekti
|  | Zajednički poslužitelj ima još gradiva o temi Nyeri |